# 玛里亚纳·阿格基罗
玛里亚纳·阿格基罗（英語：Mariana Agathangelou，1988年8月14日—），英格蘭女子羽毛球運動員。

## 簡歷
2010年10月，阿格基罗代表英格蘭參加印度新德里舉行的英联邦运动会羽毛球比賽，協助球隊贏得混合團體銅牌。她的教练是内森·罗布森。

## 主要比賽成績
只列出曾進入準決賽的國際賽事成績：
| 年份   | 賽事                       | 公開賽級別 | 項目     | 拍檔                     | 成績   |
| ------ | -------------------------- | ---------- | -------- | ------------------------ | ------ |
| 2007年 | 歐洲青年羽毛球錦標賽       | 其他       | 混合團體 | －                       | 冠軍   |
| 2007年 | 歐洲青年羽毛球錦標賽       | 其他       | 女子雙打 | 加布里·怀特              | 準決賽 |
| 2008年 | 比利時羽毛球國際賽         | 國際挑戰賽 | 女子雙打 | 吉莉·库珀                | 準決賽 |
| 2008年 | 蘇格蘭羽毛球國際賽         | 國際挑戰賽 | 女子雙打 | 吉莉·库珀                | 冠軍   |
| 2009年 | 瑞典斯德哥爾摩羽毛球國際賽 | 國際挑戰賽 | 混合雙打 | 罗宾·米德尔顿            | 準決賽 |
| 2009年 | 西班牙羽毛球公開賽         | 國際挑戰賽 | 女子雙打 | 希瑟·奥利弗              | 準決賽 |
| 2009年 | 西班牙羽毛球公開賽         | 國際挑戰賽 | 混合雙打 | 罗宾·米德尔顿            | 冠軍   |
| 2009年 | 碧特博格羽毛球大獎賽       | 大獎賽     | 混合雙打 | 罗宾·米德尔顿            | 準決賽 |
| 2009年 | 挪威羽毛球國際賽           | 國際挑戰賽 | 混合雙打 | 罗宾·米德尔顿            | 亞軍   |
| 2009年 | 蘇格蘭羽毛球國際賽         | 國際挑戰賽 | 女子雙打 | Emma Mason               | 亞軍   |
| 2009年 | 愛爾蘭羽毛球國際賽         | 國際挑戰賽 | 女子雙打 | 希瑟·奥利弗              | 冠軍   |
| 2009年 | 愛爾蘭羽毛球國際賽         | 國際挑戰賽 | 混合雙打 | 克里斯蒂安·约翰·斯科夫高 | 亞軍   |
| 2010年 | 德國羽毛球大獎賽           | 大獎賽     | 混合雙打 | 罗宾·米德尔顿            | 準決賽 |
| 2010年 | 歐洲羽毛球錦標賽           | 其他       | 女子雙打 | 希瑟·奥利弗              | 準決賽 |
| 2010年 | 蘇格蘭羽毛球國際賽         | 國際挑戰賽 | 女子雙打 | 希瑟·奥利弗              | 亞軍   |
| 2010年 | 愛爾蘭羽毛球國際賽         | 國際系列賽 | 女子雙打 | 希瑟·奥利弗              | 亞軍   |
| 2011年 | 瑞典斯德哥爾摩羽毛球國際賽 | 國際挑戰賽 | 女子雙打 | 希瑟·奥利弗              | 準決賽 |
| 2011年 | 丹麥羽毛球國際賽           | 國際挑戰賽 | 女子雙打 | 希瑟·奥利弗              | 準決賽 |
| 2011年 | 比利時羽毛球國際賽         | 國際挑戰賽 | 女子雙打 | 希瑟·奥利弗              | 亞軍   |
| 2011年 | 保加利亞羽毛球國際賽       | 國際挑戰賽 | 女子雙打 | 希瑟·奥利弗              | 冠軍   |
| 2011年 | 愛爾蘭羽毛球國際賽         | 國際系列賽 | 女子雙打 | 希瑟·奥利弗              | 亞軍   |
| 2011年 | 意大利羽毛球國際賽         | 國際挑戰賽 | 女子雙打 | 希瑟·奥利弗              | 準決賽 |
| 2012年 | 瑞典斯德哥爾摩羽毛球國際賽 | 國際挑戰賽 | 女子雙打 | 希瑟·奥利弗              | 冠軍   |
| 2012年 | 波蘭羽毛球國際賽           | 國際挑戰賽 | 女子雙打 | 希瑟·奥利弗              | 冠軍   |
| 2012年 | 西班牙羽毛球公開賽         | 國際挑戰賽 | 女子雙打 | 亚历山德拉·兰利          | 亞軍   |

| 2007-2017年 | 首要超級賽 | 超級賽 | 黃金大獎賽 | 大獎賽 | 國際挑戰賽 | 國際系列賽 | 未來系列賽 | 其他 |

| 2018-2026年 | 總決賽 | 超級1000賽 | 超級750賽 | 超級500賽 | 超級300賽 | 超級100賽 | 國際挑戰賽 | 國際系列賽 | 未來系列賽 | 其他 |

### 奧運會和世錦賽參賽紀錄
|          | 搭檔        | 2011 |
| -------- | ----------- | ---- |
| 女子雙打 | 希瑟·奥利弗 | 48強 |